# Ерльбах
Ерльбах (нім. Erlbach) — громада в Німеччині, розташована в землі Баварія. Підпорядковується адміністративному округу Верхня Баварія. Входить до складу району Альтеттінг. Складова частина об'єднання громад Райшах.
Площа — 28,14 км2. Населення становить 1196 ос. (станом на 31 грудня 2020).